# Don Freeland
Donald Lloyd "Don" Freeland (* 25. März 1925 in Los Angeles, Kalifornien; † 2. November 2007 in San Diego, Kalifornien) war ein US-amerikanischer Autorennfahrer.

## Karriere
Freeland diente im Zweiten Weltkrieg als Mechaniker bei der Marine. Kurz nach dem Krieg begann er, kleinere Rennen zu fahren.
Freeland verzeichnete zwischen 1952 und 1962 76 Starts in der AAA-National-/USAC-Serie. Einen Sieg konnte er nie erreichen. Dreimal kam er als Zweiter ins Ziel. 1956 wurde Gesamt-Dritter der ersten unter der Ägide der USAC veranstalteten Meisterschaft. 
Bei den 500 Meilen von Indianapolis, war er achtmal am Start. 1956 erreichte er mit Platz drei in einem Phillips-Offenhauser seine beste Platzierung. 1955 fiel er 22 Runden vor Schluss an zweiter Stelle liegend mit einem Schaden an der Kupplung aus. Da die 500 Meilen von 1950 bis 1960 zur Weltmeisterschaft der Formel 1 gehörten, war Freeland auch bei acht Wertungsläufen am Start. Durch seinen dritten Platz 1956 erreichte er insgesamt vier WM-Punkte.

## Statistik

### Indy-500-Ergebnisse
| Jahr | Startnr. | Start | Qual (km/h) | Ergebnis | Runden | Führung | Ausfall |
| ---- | -------- | ----- | ----------- | -------- | ------ | ------- | ------- |
| 1953 | 38       | 15    | 220,235     | 27       | 76     | 0       | Unfall  |
| 1954 | 7        | 6     | 222,601     | 7        | 200    | 0       |         |
| 1955 | 12       | 21    | 225,063     | 15       | 178    | 3       | Antrieb |
| 1956 | 16       | 26    | 228,008     | 3        | 200    | 4       |         |
| 1957 | 3        | 21    | 224,709     | 17       | 192    | 0       |         |
| 1958 | 26       | 13    | 230,164     | 7        | 200    | 0       |         |
| 1959 | 15       | 25    | 230,196     | 22       | 136    | 0       | Motor   |
| 1960 | 73       | 11    | 232,288     | 22       | 129    | 0       |         |
| 1961 | 27       | DNQ   |             |          |        |         |         |
| 1961 | 47       | DNQ   |             |          |        |         |         |
| 1962 | 36       | DNQ   |             |          |        |         |         |
| 1963 | 62       | DNQ   |             |          |        |         |         |

| Legende  | Legende            | Legende                                                          |
| Farbe    | Abkürzung          | Bedeutung                                                        |
| -------- | ------------------ | ---------------------------------------------------------------- |
| Gold     | –                  | Sieg                                                             |
| Silber   | –                  | 2. Platz                                                         |
| Bronze   | –                  | 3. Platz                                                         |
| Grün     | –                  | Platzierung in den Punkten                                       |
| Blau     | –                  | Klassifiziert außerhalb der Punkteränge                          |
| Violett  | DNF                | Rennen nicht beendet (did not finish)                            |
| Violett  | NC                 | nicht klassifiziert (not classified)                             |
| Rot      | DNQ                | nicht qualifiziert (did not qualify)                             |
| Rot      | DNPQ               | in Vorqualifikation gescheitert (did not pre-qualify)            |
| Schwarz  | DSQ                | disqualifiziert (disqualified)                                   |
| Weiß     | DNS                | nicht am Start (did not start)                                   |
| Weiß     | WD                 | zurückgezogen (withdrawn)                                        |
| Hellblau | PO                 | nur am Training teilgenommen (practiced only)                    |
| Hellblau | TD                 | Freitags-Testfahrer (test driver)                                |
| ohne     | DNP                | nicht am Training teilgenommen (did not practice)                |
| ohne     | INJ                | verletzt oder krank (injured)                                    |
| ohne     | EX                 | ausgeschlossen (excluded)                                        |
| ohne     | DNA                | nicht erschienen (did not arrive)                                |
| ohne     | C                  | Rennen abgesagt (cancelled)                                      |
| ohne     | keine WM-Teilnahme |                                                                  |
| sonstige | P/fett             | Pole-Position                                                    |
| sonstige | 1/2/3/4/5/6/7/8    | Punktplatzierung im Sprint-/Qualifikationsrennen                 |
| sonstige | SR/kursiv          | Schnellste Rennrunde                                             |
| sonstige | *                  | nicht im Ziel, aufgrund der zurückgelegten Distanz aber gewertet |
| sonstige | ()                 | Streichresultate                                                 |
| sonstige | unterstrichen      | Führender in der Gesamtwertung                                   |